# Comuna Vîșnopil, Starokosteantîniv
Vîșnopil (în ucraineană Вишнопіль) este o comună în raionul Starokosteantîniv, regiunea Hmelnîțkîi, Ucraina, formată din satele Malîi Vîșnopil, Martînivka, Severînî și Vîșnopil (reședința).

## Demografie
Componența lingvistică a comunei Vîșnopil
     Ucraineană (99,33%)
     Alte limbi (0,33%)
Conform recensământului din 2001, majoritatea populației comunei Vîșnopil era vorbitoare de ucraineană (99,33%), existând în minoritate și vorbitori de alte limbi.